# Lijst van afleveringen van Frasier
Dit is een lijst met afleveringen van de Amerikaanse televisieserie Frasier. De serie telt elf seizoenen. Een overzicht van alle afleveringen is hieronder te vinden.

## Seizoen 1
| Nr. | Titel aflevering                    | Uitzenddatum VS   |
| --- | ----------------------------------- | ----------------- |
| 1   | The Good Son                        | 16 september 1993 |
| 2   | Space Quest                         | 23 september 1993 |
| 3   | Dinner at Eight                     | 30 september 1993 |
| 4   | I Hate Frasier Crane                | 7 oktober 1993    |
| 5   | Here's Looking at You               | 14 oktober 1993   |
| 6   | The Crucible                        | 21 oktober 1993   |
| 7   | Call Me Irresponsible               | 28 oktober 1993   |
| 8   | Beloved Infidel                     | 4 november 1993   |
| 9   | Selling Out                         | 11 november 1993  |
| 10  | Oops                                | 18 november 1993  |
| 11  | Death Becomes Him                   | 2 december 1993   |
| 12  | Miracle on Third or Fourth Street   | 16 december 1993  |
| 13  | Guess Who's Coming to Breakfast     | 6 januari 1994    |
| 14  | Can't Buy Me Love                   | 20 januari 1994   |
| 15  | You Can't Tell a Crook by His Cover | 27 januari 1994   |
| 16  | The Show Where Lilith Comes Back    | 3 februari 1994   |
| 17  | A Mid-Winter Night's Dream          | 10 februari 1994  |
| 18  | And the Whimper Is...               | 17 februari 1994  |
| 19  | Give Him the Chair!                 | 17 maart 1994     |
| 20  | Fortysomething                      | 31 maart 1994     |
| 21  | Travels with Martin                 | 14 april 1994     |
| 22  | Author, Author                      | 5 mei 1994        |
| 23  | Frasier Crane's Day Off             | 12 mei 1994       |
| 24  | My Coffee with Niles                | 19 mei 1994       |

## Seizoen 2
| Nr. | Titel aflevering                             | Uitzenddatum VS   |
| --- | -------------------------------------------- | ----------------- |
| 1   | Slow Tango in South Seattle                  | 20 september 1994 |
| 2   | The Unkindest Cut of All                     | 27 september 1994 |
| 3   | The Matchmaker                               | 4 oktober 1994    |
| 4   | Flour Child                                  | 11 oktober 1994   |
| 5   | Duke's, We Hardly Knew Ye                    | 18 oktober 1994   |
| 6   | The Botched Language of Cranes               | 1 november 1994   |
| 7   | The Candidate                                | 8 november 1994   |
| 8   | Adventures in Paradise: Part 1               | 15 november 1994  |
| 9   | Adventures in Paradise: Part 2               | 22 november 1994  |
| 10  | Burying a Grudge                             | 29 november 1994  |
| 11  | Seat of Power                                | 13 december 1994  |
| 12  | Roz in the Doghouse                          | 3 januari 1995    |
| 13  | Retirement Is Murder                         | 10 januari 1995   |
| 14  | Fool Me Once, Shame on You, Fool Me Twice... | 7 februari 1995   |
| 15  | You Scratch My Book...                       | 14 februari 1995  |
| 16  | The Show Where Sam Shows Up                  | 21 februari 1995  |
| 17  | Daphne's Room                                | 28 februari 1995  |
| 18  | The Club                                     | 21 maart 1995     |
| 19  | Someone to Watch Over Me                     | 28 maart 1995     |
| 20  | Breaking the Ice                             | 18 april 1995     |
| 21  | An Affair to Forget                          | 2 mei 1995        |
| 22  | Agents in America: Part 3                    | 9 mei 1995        |
| 23  | The Innkeepers                               | 16 mei 1995       |
| 24  | Dark Victory                                 | 23 mei 1995       |

## Seizoen 3
| Nr. | Titel aflevering                            | Uitzenddatum VS   |
| --- | ------------------------------------------- | ----------------- |
| 1   | She's the Boss                              | 19 september 1995 |
| 2   | Shrink Rap                                  | 26 september 1995 |
| 3   | Martin Does It His Way                      | 10 oktober 1995   |
| 4   | Leapin' Lizards                             | 31 oktober 1995   |
| 5   | Kisses Sweeter Than Wine                    | 7 november 1995   |
| 6   | Sleeping with the Enemy                     | 14 november 1995  |
| 7   | The Adventures of Bad Boy and Dirty Girl    | 21 november 1995  |
| 8   | The Last Time I Saw Maris                   | 28 november 1995  |
| 9   | Frasier Grinch                              | 19 december 1995  |
| 10  | It's Hard to Say Goodbye If You Won't Leave | 9 januari 1996    |
| 11  | The Friend                                  | 16 januari 1996   |
| 12  | Come Lie with Me                            | 30 januari 1996   |
| 13  | Moon Dance                                  | 6 februari 1996   |
| 14  | The Show Where Diane Comes Back             | 13 februari 1996  |
| 15  | A Word to the Wiseguy                       | 20 februari 1996  |
| 16  | Look Before You Leap                        | 27 februari 1996  |
| 17  | High Crane Drifter                          | 12 maart 1996     |
| 18  | Chess Pains                                 | 26 maart 1996     |
| 19  | Crane vs. Crane                             | 9 april 1996      |
| 20  | Police Story                                | 23 april 1996     |
| 21  | Where There's Smoke, There's Fired          | 30 april 1996     |
| 22  | Frasier Loves Roz                           | 7 mei 1996        |
| 23  | The Focus Group                             | 14 mei 1996       |
| 24  | You Can Go Home Again                       | 21 mei 1996       |

## Seizoen 4
| Nr. | Titel aflevering                      | Uitzenddatum VS   |
| --- | ------------------------------------- | ----------------- |
| 1   | The Two Mrs. Cranes                   | 17 september 1996 |
| 2   | Love Bites Dog                        | 24 september 1996 |
| 3   | The Impossible Dream                  | 15 oktober 1996   |
| 4   | A Cranes' Critique                    | 22 oktober 1996   |
| 5   | Head Game                             | 12 november 1996  |
| 6   | Mixed Doubles                         | 19 november 1996  |
| 7   | A Lilith Thanksgiving                 | 26 november 1996  |
| 8   | Our Father Whose Art Ain't Heaven     | 9 december 1996   |
| 9   | Dad Loves Sherry, the Boys Just Whine | 7 januari 1997    |
| 10  | Liar! Liar!                           | 14 januari 1997   |
| 11  | Three Days of the Condo               | 21 januari 1997   |
| 12  | Death and the Dog                     | 11 februari 1997  |
| 13  | Four for the Seesaw                   | 18 februari 1997  |
| 14  | To Kill a Talking Bird                | 25 februari 1997  |
| 15  | Roz's Krantz & Gouldenstein Are Dead  | 11 maart 1997     |
| 16  | The Unnatural                         | 1 april 1997      |
| 17  | Roz's Turn                            | 15 april 1997     |
| 18  | Ham Radio                             | 22 april 1997     |
| 19  | Three Dates and a Breakup             | 29 april 1997     |
| 20  | Daphne Hates Sherry                   | 6 mei 1997        |
| 21  | Are You Being Served?                 | 13 mei 1997       |
| 22  | Ask Me No Questions                   | 20 mei 1997       |
| 23  | Odd Man Out                           | 27 mei 1997       |

## Seizoen 5
| Nr. | Titel aflevering                  | Uitzenddatum VS   |
| --- | --------------------------------- | ----------------- |
| 1   | Frasier's Imaginary Friend        | 23 september 1997 |
| 2   | The Gift Horse                    | 30 september 1997 |
| 3   | Halloween                         | 28 oktober 1997   |
| 4   | The Kid                           | 4 november 1997   |
| 5   | The 1000th Show                   | 11 november 1997  |
| 6   | Voyage of the Damned              | 18 november 1997  |
| 7   | My Fair Frasier                   | 25 november 1997  |
| 8   | Desperately Seeking Closure       | 9 december 1997   |
| 9   | Perspectives on Christmas         | 16 december 1997  |
| 10  | Where Every Bloke Knows Your Name | 6 januari 1998    |
| 11  | Ain't Nobody's Business If I Do   | 13 januari 1998   |
| 12  | The Zoo Story                     | 20 januari 1998   |
| 13  | The Maris Counselor               | 3 februari 1998   |
| 14  | The Ski Lodge                     | 24 februari 1998  |
| 15  | Room Service                      | 3 maart 1998      |
| 16  | Beware of Greeks                  | 17 maart 1998     |
| 17  | The Perfect Guy                   | 24 maart 1998     |
| 18  | Bad Dog                           | 7 april 1998      |
| 19  | Frasier Gotta Have It             | 21 april 1998     |
| 20  | First Date                        | 28 april 1998     |
| 21  | Roz and the Schnoz                | 5 mei 1998        |
| 22  | The Life of the Party             | 12 mei 1998       |
| 23  | Party, Party                      | 19 mei 1998       |
| 24  | Sweet Dreams                      | 19 mei 1998       |

## Seizoen 6
| Nr. | Titel aflevering                | Uitzenddatum VS   |
| --- | ------------------------------- | ----------------- |
| 1   | Good Grief                      | 24 september 1998 |
| 2   | Frasier's Curse                 | 1 oktober 1998    |
| 3   | Dial M for Martin               | 8 oktober 1998    |
| 4   | Hot Tickets                     | 16 oktober 1998   |
| 5   | First Do No Harm                | 29 oktober 1998   |
| 6   | Secret Admirer                  | 5 november 1998   |
| 7   | How to Bury a Millionaire       | 12 november 1998  |
| 8   | The Seal Who Came to Dinner     | 19 november 1998  |
| 9   | Roz, a Loan                     | 10 december 1998  |
| 10  | Merry Christmas, Mrs. Moskowitz | 17 december 1998  |
| 11  | Good Samaritan                  | 7 januari 1999    |
| 12  | Our Parents, Ourselves          | 21 januari 1999   |
| 13  | The Show Where Woody Shows Up   | 4 februari 1999   |
| 14  | Three Valentines                | 11 februari 1999  |
| 15  | To Tell the Truth               | 18 februari 1999  |
| 16  | Decoys                          | 25 februari 1999  |
| 17  | Dinner Party                    | 11 maart 1999     |
| 18  | Taps at the Montana             | 25 maart 1999     |
| 19  | IQ                              | 8 april 1999      |
| 20  | Dr. Nora                        | 29 april 1999     |
| 21  | When a Man Loves Two Women      | 5 mei 1999        |
| 22  | Visions of Daphne               | 13 mei 1999       |
| 23  | Shutout in Seattle: Part 1      | 20 mei 1999       |
| 24  | Shutout in Seattle: Part 2      | 20 mei 1999       |

## Seizoen 7
| Nr. | Titel aflevering                         | Uitzenddatum VS   |
| --- | ---------------------------------------- | ----------------- |
| 1   | Momma Mia                                | 23 september 1999 |
| 2   | Father of the Bride                      | 30 september 1999 |
| 3   | Radio Wars                               | 7 oktober 1999    |
| 4   | Everyone's a Critic                      | 14 oktober 1999   |
| 5   | The Dog That Rocks the Cradle            | 21 oktober 1999   |
| 6   | Rivals                                   | 4 november 1999   |
| 7   | A Tsar Is Born                           | 11 november 1999  |
| 8   | The Late Dr. Crane                       | 18 november 1999  |
| 9   | The Apparent Trap                        | 18 november 1999  |
| 10  | Back Talk                                | 9 december 1999   |
| 11  | The Fight Before Christmas               | 16 december 1999  |
| 12  | RDWRER                                   | 6 januari 2000    |
| 13  | They're Playing Our Song                 | 13 januari 2000   |
| 14  | Big Crane on Campus                      | 3 februari 2000   |
| 15  | Out with Dad                             | 10 februari 2000  |
| 16  | Something About Dr. Mary                 | 17 februari 2000  |
| 17  | Whine Club                               | 24 februari 2000  |
| 18  | Hot Pursuit                              | 23 maart 2000     |
| 19  | Morning Becomes Entertainment            | 6 april 2000      |
| 20  | To Thine Old Self Be True                | 27 april 2000     |
| 21  | The Three Faces of Frasier               | 4 mei 2000        |
| 22  | Dark Side of the Moon                    | 11 mei 2000       |
| 23  | Something Borrowed, Someone Blue: Part 1 | 18 mei 2000       |
| 24  | Something Borrowed, Someone Blue: Part 2 | 18 mei 2000       |

## Seizoen 8
| Nr. | Titel aflevering                             | Uitzenddatum VS  |
| --- | -------------------------------------------- | ---------------- |
| 1   | And the Dish Ran Away with the Spoon: Part 1 | 24 oktober 2000  |
| 2   | And the Dish Ran Away with the Spoon: Part 2 | 24 oktober 2000  |
| 3   | The Bad Son                                  | 31 oktober 2000  |
| 4   | The Great Crane Robbery                      | 14 november 2000 |
| 5   | Taking Liberties                             | 21 november 2000 |
| 6   | Legal Tender Love and Care                   | 28 november 2000 |
| 7   | The New Friend                               | 5 december 2000  |
| 8   | Mary Christmas                               | 12 december 2000 |
| 9   | Frasier's Edge                               | 9 januari 2001   |
| 10  | Cranes Unplugged                             | 16 januari 2001  |
| 11  | Motor Skills                                 | 30 januari 2001  |
| 12  | The Show Must Go Off                         | 6 februari 2001  |
| 13  | Sliding Frasiers                             | 13 februari 2001 |
| 14  | Hungry Heart                                 | 20 februari 2001 |
| 15  | Hooping Cranes                               | 27 februari 2001 |
| 16  | Docu.Drama                                   | 6 maart 2001     |
| 17  | It Takes Two to Tangle                       | 27 maart 2001    |
| 18  | Forgotten But Not Gone                       | 17 april 2001    |
| 19  | Daphne Returns                               | 1 mei 2001       |
| 20  | The Wizard and Roz                           | 8 mei 2001       |
| 21  | Semi-Decent Proposal                         | 15 mei 2001      |
| 22  | A Passing Fancy                              | 15 mei 2001      |
| 23  | A Day in May                                 | 22 mei 2001      |
| 24  | Cranes Go Caribbean                          | 22 mei 2001      |

## Seizoen 9
| Nr. | Titel aflevering               | Uitzenddatum VS   |
| --- | ------------------------------ | ----------------- |
| 1   | Don Juan in Hell: Part 1       | 25 september 2001 |
| 2   | Don Juan in Hell: Part 2       | 25 september 2001 |
| 3   | The First Temptation of Daphne | 2 oktober 2001    |
| 4   | The Return of Martin Crane     | 9 oktober 2001    |
| 5   | Love Stinks                    | 16 oktober 2001   |
| 6   | Room Full of Heroes            | 30 oktober 2001   |
| 7   | Bla-Z-Boy                      | 6 november 2001   |
| 8   | The Two Hundredth              | 13 november 2001  |
| 9   | Sharing Kirby                  | 20 november 2001  |
| 10  | Junior Agent                   | 27 november 2001  |
| 11  | Bully for Martin               | 11 december 2001  |
| 12  | Mother Load: Part 1            | 8 januari 2002    |
| 13  | Mother Load: Part 2            | 15 januari 2002   |
| 14  | Juvenilia                      | 22 januari 2002   |
| 15  | The Proposal                   | 5 februari 2002   |
| 16  | Wheels of Fortune              | 26 februari 2002  |
| 17  | Three Blind Dates              | 5 maart 2002      |
| 18  | War of the Words               | 12 maart 2002     |
| 19  | Deathtrap                      | 2 april 2002      |
| 20  | The Love You Fake              | 9 april 2002      |
| 21  | Cheerful Goodbyes              | 30 april 2002     |
| 22  | Frasier Has Spokane            | 7 mei 2002        |
| 23  | The Guilt Trippers             | 14 mei 2002       |
| 24  | Moons Over Seattle             | 21 mei 2002       |

## Seizoen 10
| Nr. | Titel aflevering           | Uitzenddatum VS   |
| --- | -------------------------- | ----------------- |
| 1   | The Ring Cycle             | 24 september 2002 |
| 2   | Enemy at the Gate          | 1 oktober 2002    |
| 3   | Proxy Prexy                | 8 oktober 2002    |
| 4   | Kissing Cousin             | 15 oktober 2002   |
| 5   | Tales from the Crypt       | 29 oktober 2002   |
| 6   | Star Mitzvah               | 5 november 2002   |
| 7   | Bristle While You Work     | 12 november 2002  |
| 8   | Rooms with a View          | 19 november 2002  |
| 9   | Don't Go Breaking My Heart | 26 november 2002  |
| 10  | We Two Kings               | 10 december 2002  |
| 11  | Door Jam                   | 7 januari 2003    |
| 12  | The Harassed               | 14 januari 2003   |
| 13  | Lilith Needs a Favor       | 4 februari 2003   |
| 14  | Daphne Does Dinner         | 11 februari 2003  |
| 15  | Trophy Girlfriend          | 18 februari 2003  |
| 16  | Fraternal Schwinns         | 25 februari 2003  |
| 17  | Kenny on the Couch         | 4 maart 2003      |
| 18  | Roe to Perdition           | 18 maart 2003     |
| 19  | Some Assembly Required     | 1 april 2003      |
| 20  | Farewell, Nervosa          | 22 april 2003     |
| 21  | The Devil & Dr. Phil       | 29 april 2003     |
| 22  | Fathers and Sons           | 6 mei 2003        |
| 23  | Analyzed Kiss              | 13 mei 2003       |
| 24  | A New Position for Roz     | 20 mei 2003       |

## Seizoen 11
| Nr. | Titel aflevering               | Uitzenddatum VS   |
| --- | ------------------------------ | ----------------- |
| 1   | No Sex Please, We're Skittish  | 23 september 2003 |
| 2   | A Man, a Plan and a Gal: Julia | 23 september 2003 |
| 3   | The Doctor Is Out              | 30 september 2003 |
| 4   | The Babysitter                 | 7 oktober 2003    |
| 5   | The Placeholder                | 14 oktober 2003   |
| 6   | I'm Listening                  | 28 oktober 2003   |
| 7   | Maris Returns                  | 4 november 2003   |
| 8   | Murder Most Maris              | 11 november 2003  |
| 9   | Guns 'N Neuroses               | 18 november 2003  |
| 10  | Sea Bee Jeebies                | 2 december 2003   |
| 11  | High Holidays                  | 9 december 2003   |
| 12  | Frasier-Lite                   | 6 januari 2004    |
| 13  | The Ann Who Came to Dinner     | 13 januari 2004   |
| 14  | Freudian Sleep                 | 3 februari 2004   |
| 15  | Caught in the Act              | 24 februari 2004  |
| 16  | Boo!                           | 2 maart 2004      |
| 17  | Coots and Ladders              | 16 maart 2004     |
| 18  | Match Game                     | 30 maart 2004     |
| 19  | Miss Right Now                 | 6 april 2004      |
| 20  | And Frasier Makes Three        | 20 april 2004     |
| 21  | Detour                         | 27 april 2004     |
| 22  | Crock Tales                    | 4 mei 2004        |
| 23  | Goodnight, Seattle: Part 1     | 13 mei 2004       |
| 24  | Goodnight, Seattle: Part 2     | 13 mei 2004       |